# Gabriela (telenovela 2012)
Gabriela è una telenovela brasiliana del 2012, prodotta da TV Globo e con protagonisti Juliana Paes e Humberto Martins. In Italia va in onda, a partire dal 30 marzo 2015, sul canale tematico Mediaset Extra all'interno del contenitore mattutino "Novela". Questa telenovela è tratta dal romanzo brasiliano Gabriella, garofano e cannella di Jorge Amado.

## Trama
Brasile, anni 30. Le vite della tranquilla cittadina provinciale di Ilhéus vengono movimentate dall'arrivo di Gabriela, una ragazza che si è spostata verso la costa a causa della profonda siccità e che attira da subito l'attenzione di tutti gli uomini del paese a causa del suo corpo conturbante e della sua irresistibile bellezza.
Gabriela troverà impiego come cuoca presso la casa di Nacib, un uomo abbastanza maturo e rimasto scapolo, che si innamorerà perdutamente della ragazza, che lo ricambia, tanto che decide di sposarsi con lui, nonostante il resto della popolazione maschile tenti quotidianamente di conquistarla.
Ad Ilheus imperano inoltre maschilismo e falsa moralità, tra i colonnelli più illustri della città che vedono le proprie mogli come oggetti e che sono anche i primi avventori del Bataclà, una casa di tolleranza che crea tanta vergogna tra le signore dell'alta società. A portare brio nella moralità di facciata della cittadina ci penserà Mundinho Falcao, un giovane politico venuto dalla capitale e che vuole portare innovazione nel paese. A complicargli la vita ci saranno però i colonnelli, capeggiati da Ramiro Batos, l'intendente della cittadina che vuole mantenere il partito conservatore al potere.

## Produzione
- È il terzo rifacimento di questa storia: una prima telenovela fu prodotta nel 1975 e vedeva come protagonista Sônia Braga, la quale vestì nuovamente i panni di Gabriela in un film del 1983 al fianco di Marcello Mastroianni.
- José Wilker, che qui veste i panni di Jesuino Mendonça, nella versione del 1975 aveva invece interpretato il personaggio di Mundinho Falcao.
- Programmata in orario notturno in Brasile, a causa delle numerose scene di nudo presenti, ha ottenuto ascolti molto buoni, tant'è che è stata venduta a 15 diversi Paesi.